# Sobre os Três Estados do Mundo
Sobre os Três Estados do Mundo (em latim: De Triplici Statu Mundi) é um opúsculo de temática escatológica atribuído a Francisco Eiximenis em latim escrito entre 1378 e 1379. Este opúsculo foi transcrito e editado por Albert Hauf em 1979.

## Conteúdo
Como o su título indica, esta obra trata sobre a divisão da história da humanidade em três estados ou idades, que seriam:
- Primeiro estado

Os homens deste estado se diz que eram maus e belicosos, e diz que Deus lhes enviou uma série de castigos por isso: O dilúvio universal, a fuga do Egito com Moisés, Sodoma e Gomorra, o cordeiro de ouro do Sinai e a conseguinte punição divina, a usurpação do sacerdócio a Aarão por Nadabe, Abiu e Coré e a sua morte por este feito; no fim, a destruição de Jerusalém en tempo dos imperadores Tito e Vespasiano. Considera neste estado que o povo de Deus é o povo judeu.
- Segundo estado

Deus enviou aqui também castigos, mas não tantos como no primeiro estado. Além disso Deus enviou neste estado para ajudar o género humano Bernardo de Claraval, Francisco de Assis e Domingos de Gusmão. Se diz que, não obstante, ao final deste estado, e talvez antes de o acabar o século em que se escrevia este opúsculo (século XIV), ocorrerão graves alterações, que superarão as do primeiro estado, e ao final aparecerá um personagem comum em matéria escatológica medieval, o Anticristo Místico. 
Enumera então oito signos que indicarão que todo isto irá suceder, e merece se destacar o oitavo, que é a divisão da Igreja no Grande Cisma do Ocidente. Aproveita isto o autor deste opúsculo para defender ao papa de Roma Urbano VI e criticar aos papas de Avinhão. Parece também por como signos desta próxima vinda do Anticristo Místico os ataques à Igreja pelos imperadores Frederico I Barba Ruiva e Frederico II Hohenstaufen. Como tarefas que irá fazer o Anticristo Místico, repete uma série de ideias comuns em matéria escatológica medieval: A conquista de Terra Santa e a conversão dos infiéis. 
Dize que este Anticristo Místico será tão terrível que se parecerá ao anticristo final, e para consolação da humanidade expõe uma série de regras de comportamento nestos tempos, que segundo Albert Hauf corresponderiam ás Regulae pro tempore persecutionis (Regras para o tempo de perseguição), de autor diferente e que circulavam também insertadas noutras obras.
- Terceiro estado

Depois das grandes tribulações que ocasionará este Anticristo Místico, haverá, diz, paz geral por toda a terra, assim como general purgação do estamento eclesiástico. Neste terceiro estado, diz, só permaneceram os bons e os escolhidos. Sobre a duração deste estado, não fixa tempo certo. Concluirá com a vinda do Anticristo final, que será vencido e morto por Cristo, como descreve. E imediatamente depois começará o Juízo Final.

## Influências
Cita como fontes explicitamente Hildegarda de Bingen, Joaquim de Fiore e o ermitão de Lampedusa. Nesta primigênia divisão trinitária que faz dos estados do mundo e na maneira como o expõe o autor deste opúsculo, pode-se perceber já há uma clara influência joaquimita. Desta maneira, para o abade de Fiore, assim como em Deus têm três pessoas, na história do mundo podemos distinguir três grandes períodos ou "estados", atribuídos as três pessoas divinas. O primeiro estado compreende a história pré-cristã. Nele os homens viviam carnalmente, no temor e na escravidão. No segundo, em que os homens viviam entre a carne e o espírito, podemos o entender entre a vinda de Cristo e o ano 1260. A partir deste ano, segundo o abade calabrês, se viveria segundo o espírito.
A exposição concreta feita poderia ter uma influência também de Arnaldo de Vilanova. Como mínimo, os termos utilizados coincidem com os que utiliza na sua Expositio super Apocalipsi (Exposição sobre o Apocalipse).. Deve-se também fazer notar a influência de Ubertino de Casale e de Pèire Joan Oliu.

## Debate sobre a autoria
Contra a autoria eiximeniana se têm manifestado Martí de Barcelona, Tomàs Carreras i Artau, ou mais modernamente Josep Perarnau A favor da autoria eiximeniana se manifestou Albert Hauf ao transcrever, mais com algumas reservas. Também os franciscanos Atanasio López, Andreu Ivars, Josep Pou, OFM. e Pere SanahüjaTambém é destacável a opinião favorável á autoria eiximeniana deste opúsculo, de Pere Bohigas

## Edições digitais
- Edição dentro da Biblioteca Eletrônica do NARPAN.
- Edição dentro das obras completas de Francesc Eiximenis (em catalão e em latim).